# Steirodiscus
Steirodiscus es un género de plantas herbáceas perteneciente a la familia de las asteráceas. Comprende 7 especies descritas y es estas, solo 6 aceptadas.

## Taxonomía
El género fue descrito por Christian Friedrich Lessing y publicado en Synopsis Generum Compositarum 251. 1832.

## Especies aceptadas
A continuación se brinda un listado de las especies del género Steirodiscus aceptadas hasta agosto de 2012, ordenadas alfabéticamente. Para cada una se indica el nombre binomial seguido del autor, abreviado según las convenciones y usos.
- Steirodiscus capillaceus (Thunb.) Less.
- Steirodiscus gamolepis Bolus ex Schltr.
- Steirodiscus linearilobus DC.
- Steirodiscus schlechteri Bolus ex Schltr.
- Steirodiscus speciosus (Pillans) B.Nord.
- Steirodiscus tagetes (L.) Schltr.